# Großer Preis von Monaco 1994
Der Große Preis von Monaco 1994 (offiziell LII Grand Prix Automobile de Monaco) fand am 15. Mai auf dem Circuit de Monaco in Monte Carlo statt und war das vierte Rennen der Formel-1-Weltmeisterschaft 1994.

## Berichte

### Hintergrund
Nach dem Großen Preis von San Marino führte Michael Schumacher in der Fahrerwertung mit 23 Punkten vor Damon Hill und Rubens Barrichello. In der Konstrukteurswertung führte Benetton-Ford mit 16 Punkten vor Ferrari und mit 23 Punkten vor Williams.
Zwei Wochen nach dem Großen Preis von San Marino wurden nach den Toden von Ayrton Senna und Roland Ratzenberger neue Regeln eingeführt, um die Formel 1 sicherer zu machen. Zu diesem Wochenende wurde die Geschwindigkeitsbegrenzung in der Boxengasse von 80 km/h eingeführt.
Vor dem Rennwochenende gab es einen Fahrerwechsel: Jean Alesi kehrte nach seiner Verletzung wieder zurück zu Ferrari. Williams und Simtek brachten aus Respekt nur ein Auto zum Großen Preis von Monaco, jeweils für Hill und David Brabham.
Andrea de Cesaris fuhr weiterhin anstelle von Eddie Irvine bei Jordan, nachdem dieser noch immer seine Sperre, die er nach dem Großen Preis von Brasilien bekam, absitzen musste. 
Es trat zum ersten Mal seit der Einführung des Sports kein früherer Gewinner zum Großen Preis von Monaco an. Zudem war dies das erste Rennen seit dem Großen Preis der USA 1959 auf dem Sebring International Raceway, bei dem kein amtierender Weltmeister oder früherer Weltmeister zu einem Rennen antrat.

### Qualifying
Beim ersten Training am Donnerstag ereignete sich ein schwerer Unfall. Karl Wendlinger flog vor der Nouvelle-Schikane ab und schlug mit 177 km/h seitlich in die Streckenbegrenzung ein. Durch diesen Unfall lag Wendlinger für drei Wochen in einem Koma. Nach diesem Unfall entschied sich das Sauber-Team, sich aus dem Wochenende zurückzuziehen.
Schumacher holte sich zum ersten Mal in dieser Saison die Pole-Position. Zweiter war Mika Häkkinen im McLaren-Peugeot, fast eine ganze Sekunde hinter Schumacher. Die Top 3 komplettierte Gerhard Berger im Ferrari. Zum ersten Mal in dieser Saison qualifizierten sich beide Pacific-Autos für die Rennen, auch wenn sie auf den beiden letzten Plätzen und mit über 7 Sekunden Abstand auf Schumacher anzutreffen waren.

### Rennen
Als Zeichen des Respekts für Senna und Ratzenberger beschloss die FIA, die ersten beiden Startplätze für das Rennen leer zu lassen und sie mit den Farben der brasilianischen und österreichischen Flagge zu bemalen.
Am Start kam es zu einer Kollision zwischen Hill und Häkkinen. Beide Fahrer schieden durch diese Kollision aus. Ebenfalls kollidierten die beiden Italiener, Gianni Morbidelli (Footwork) und Pierluigi Martini (Minardi). Beide Fahrer schieden ebenfalls in Runde 1 aus. In Runde 41 hatte der Tyrrell von Mark Blundell einen Motorschaden. Berger rutschte auf dem Öl, das von Blundells Motor auf der Strecke lag, in der Sainte-Dévote-Schikane aus. Er konnte weiterfahren, allerdings verlor er ein paar Kurven später aufgrund von schmutzigen Reifen den zweiten Platz an Brundle.
Schumacher fuhr einen ungefährdeten Start-Ziel-Sieg ein. Bei diesem Rennen fuhr er außerdem einen Grand Slam ein, das heißt, dass er die Pole holte, jede Runde im Rennen anführte und zudem noch die schnellste Runde fuhr. Das Podium komplettierten Martin Brundle, der ein starkes Rennen fuhr und von Position acht auf zwei fuhr, sowie Berger. Die restlichen Punkte holten sich de Cesaris, Alesi und Michele Alboreto. Alboreto holte in diesem Rennen die letzten Punkte seiner Formel-1-Karriere. Olivier Beretta, der als letzter Monegasse vor Charles Leclerc 2018 sein Heimrennen fuhr, kam als Achter ins Ziel.
In der Fahrerwertung blieb Schumacher vorne, neuer Zweiter war Berger vor den punktgleichen Hill und Barrichello. In der Konstrukteurswertung blieb Benetton-Ford vor Ferrari in Führung. Neuer Dritter war Jordan-Hart.

## Meldeliste
| Team                      | Nr. | Fahrer                | Chassis        | Motor                 | Reifen |
| ------------------------- | --- | --------------------- | -------------- | --------------------- | ------ |
| Rothmans Williams Renault | 0   | Damon Hill            | Williams FW16  | Renault 3.5 V10       | G      |
| Tyrrell                   | 03  | Ukyō Katayama         | Tyrrell 022    | Yamaha 3.5 V10        | G      |
| Tyrrell                   | 04  | Mark Blundell         | Tyrrell 022    | Yamaha 3.5 V10        | G      |
| Mild Seven Benetton Ford  | 05  | Michael Schumacher    | Benetton B194  | Ford Zetec-R 3.5 V8   | G      |
| Mild Seven Benetton Ford  | 06  | JJ Lehto              | Benetton B194  | Ford Zetec-R 3.5 V8   | G      |
| Marlboro McLaren Peugeot  | 07  | Mika Häkkinen         | McLaren MP4/9  | Peugeot 3.5 V10       | G      |
| Marlboro McLaren Peugeot  | 08  | Martin Brundle        | McLaren MP4/9  | Peugeot 3.5 V10       | G      |
| Footwork Ford             | 09  | Christian Fittipaldi  | Footwork FA15  | Ford HB 3.5 V8        | G      |
| Footwork Ford             | 10  | Gianni Morbidelli     | Footwork FA15  | Ford HB 3.5 V8        | G      |
| Team Lotus                | 11  | Pedro Lamy            | Lotus 107C     | Mugen-Honda 3.5 V10   | G      |
| Team Lotus                | 12  | Johnny Herbert        | Lotus 107C     | Mugen-Honda 3.5 V10   | G      |
| Sasol Jordan              | 14  | Rubens Barrichello    | Jordan 194     | Hart 3.5 V10          | G      |
| Sasol Jordan              | 15  | Andrea de Cesaris     | Jordan 194     | Hart 3.5 V10          | G      |
| Tourtel Larrousse F1      | 19  | Olivier Beretta       | Larrousse LH94 | Ford HB 3.5 V8        | G      |
| Tourtel Larrousse F1      | 20  | Érik Comas            | Larrousse LH94 | Ford HB 3.5 V8        | G      |
| Minardi Scuderia Italia   | 23  | Pierluigi Martini     | Minardi M193B  | Ford HB 3.5 V8        | G      |
| Minardi Scuderia Italia   | 24  | Michele Alboreto      | Minardi M193B  | Ford HB 3.5 V8        | G      |
| Ligier Gitanes Blondes    | 25  | Éric Bernard          | Ligier JS39B   | Renault 3.5 V10       | G      |
| Ligier Gitanes Blondes    | 26  | Olivier Panis         | Ligier JS39B   | Renault 3.5 V10       | G      |
| Scuderia Ferrari SpA      | 27  | Jean Alesi            | Ferrari 412T1  | Ferrari 3.5 V12       | G      |
| Scuderia Ferrari SpA      | 28  | Gerhard Berger        | Ferrari 412T1  | Ferrari 3.5 V12       | G      |
| Broker Sauber Mercedes    | 29  | Karl Wendlinger       | Sauber C13     | Mercedes-Benz 3.5 V10 | G      |
| Broker Sauber Mercedes    | 30  | Heinz-Harald Frentzen | Sauber C13     | Mercedes-Benz 3.5 V10 | G      |
| MTV Simtek Ford           | 31  | David Brabham         | Simtek S941    | Ford HB 3.5 V8        | G      |
| Pacific Grand Prix Ltd    | 33  | Paul Belmondo         | Pacific PR01   | Ilmor 3.5 V10         | G      |
| Pacific Grand Prix Ltd    | 34  | Bertrand Gachot       | Pacific PR01   | Ilmor 3.5 V10         | G      |

## Klassifikationen

### Qualifying
| Pos. | Fahrer                | Konstrukteur      | Q1       | Q2       | Start |
| ---- | --------------------- | ----------------- | -------- | -------- | ----- |
| 01   | Michael Schumacher    | Benetton-Ford     | 1:20,230 | 1:18,560 | 01    |
| 02   | Mika Häkkinen         | McLaren-Peugeot   | 1:21,881 | 1:19,488 | 02    |
| 03   | Gerhard Berger        | Ferrari           | 1:22,038 | 1:19,958 | 03    |
| 04   | Damon Hill            | Williams-Renault  | 1:22,605 | 1:20,079 | 04    |
| 05   | Jean Alesi            | Ferrari           | 1:22,521 | 1:20,452 | 05    |
| 06   | Christian Fittipaldi  | Footwork-Ford     | 1:23,588 | 1:21,053 | 06    |
| 07   | Gianni Morbidelli     | Footwork-Ford     | 1:23,580 | 1:21,189 | 07    |
| 08   | Martin Brundle        | McLaren-Peugeot   | 1:21,580 | 1:21,222 | 08    |
| 09   | Pierluigi Martini     | Minardi-Ford      | 1:23,162 | 1:21,288 | 09    |
| 10   | Mark Blundell         | Tyrrell-Yamaha    | 1:23,522 | 1:21,614 | 10    |
| 11   | Ukyō Katayama         | Tyrrell-Yamaha    | 1:24,488 | 1:21,731 | 11    |
| 12   | Michele Alboreto      | Minardi-Ford      | 1:25,421 | 1:21,793 | 12    |
| 13   | Érik Comas            | Larrousse-Ford    | 1:23,514 | 1:22,221 | 13    |
| 14   | Andrea de Cesaris     | Jordan-Hart       | 1:24,519 | 1:22,265 | 14    |
| 15   | Rubens Barrichello    | Jordan-Hart       | 1:24,731 | 1:22,359 | 15    |
| 16   | Johnny Herbert        | Lotus-Mugen-Honda | 1:24,103 | 1:22,375 | 16    |
| 17   | JJ Lehto              | Benetton-Ford     | 1:23,885 | 1:22,679 | 17    |
| 18   | Olivier Beretta       | Larrousse-Ford    | 1:24,126 | 1:23,025 | 18    |
| 19   | Pedro Lamy            | Lotus-Mugen-Honda | 1:25,859 | 1:23,858 | 19    |
| 20   | Olivier Panis         | Ligier-Renault    | 1:25,115 | 1:24,131 | 20    |
| 21   | Éric Bernard          | Ligier-Renault    | 1:27,694 | 1:24,377 | 21    |
| 22   | David Brabham         | Simtek-Ford       | 1:26,690 | 1:24,656 | 22    |
| 23   | Bertrand Gachot       | Pacific-Ilmor     | 1:48,173 | 1:26,082 | 23    |
| 24   | Paul Belmondo         | Pacific-Ilmor     | 1:29,984 | 8:36,897 | 24    |
| 25   | Heinz-Harald Frentzen | Sauber-Mercedes   | –        | –        | WD    |
| 26   | Karl Wendlinger       | Sauber-Mercedes   | –        | –        | WD    |

### Rennen
| Pos | Fahrer               | Konstrukteur      | Runden | Zeit        | Start | Schnellste Runde |
| --- | -------------------- | ----------------- | ------ | ----------- | ----- | ---------------- |
| 1   | Michael Schumacher   | Benetton-Ford     | 78     | 1:49:55,372 | 01    | 1:21,076 (35.)   |
| 2   | Martin Brundle       | McLaren-Peugeot   | 78     | + 37,278    | 08    | 1:21,998 (29.)   |
| 3   | Gerhard Berger       | Ferrari           | 78     | + 1:16,824  | 03    | 1:22,248 (16.)   |
| 4   | Andrea de Cesaris    | Jordan-Hart       | 77     | + 1 Runde   | 14    | 1:23,978 (70.)   |
| 5   | Jean Alesi           | Ferrari           | 77     | + 1 Runde   | 05    | 1:23,420 (64.)   |
| 6   | Michele Alboreto     | Minardi-Ford      | 77     | + 1 Runde   | 12    | 1:23,996 (26.)   |
| 7   | JJ Lehto             | Benetton-Ford     | 77     | + 1 Runde   | 17    | 1:23,737 (75.)   |
| 8   | Olivier Beretta      | Larrousse-Ford    | 76     | + 2 Runden  | 18    | 1:25,240 (24.)   |
| 9   | Olivier Panis        | Ligier-Renault    | 76     | + 2 Runden  | 20    | 1:25,563 (67.)   |
| 10  | Érik Comas           | Larrousse-Ford    | 75     | + 3 Runden  | 13    | 1:24,080 (46.)   |
| 11  | Pedro Lamy           | Lotus-Mugen-Honda | 73     | + 5 Runden  | 19    | 1:26,339 (42.)   |
| –   | Johnny Herbert       | Lotus-Mugen-Honda | 68     | DNF         | 16    | 1:25,479 (43.)   |
| –   | Paul Belmondo        | Pacific-Ilmor     | 53     | DNF         | 24    | 1:30,048 (33.)   |
| –   | Bertrand Gachot      | Pacific-Ilmor     | 49     | DNF         | 23    | 1:27,711 (21.)   |
| –   | Christian Fittipaldi | Footwork-Ford     | 47     | DNF         | 06    | 1:23,765 (14.)   |
| –   | David Brabham        | Simtek-Ford       | 45     | DNF         | 22    | 1:25,844 (18.)   |
| –   | Mark Blundell        | Tyrrell-Yamaha    | 40     | DNF         | 10    | 1:23,840 (37.)   |
| –   | Ukyō Katayama        | Tyrrell-Yamaha    | 38     | DNF         | 11    | 1:24,498 (09.)   |
| –   | Éric Bernard         | Ligier-Renault    | 34     | DNF         | 21    | 1:25,904 (14.)   |
| –   | Rubens Barrichello   | Jordan-Hart       | 27     | DNF         | 15    | 1:25,240 (16.)   |
| –   | Mika Häkkinen        | McLaren-Peugeot   | 0      | DNF         | 02    | –                |
| –   | Damon Hill           | Williams-Renault  | 0      | DNF         | 04    | –                |
| –   | Gianni Morbidelli    | Footwork-Ford     | 0      | DNF         | 07    | –                |
| –   | Pierluigi Martini    | Minardi-Ford      | 0      | DNF         | 09    | –                |

## WM-Stände nach dem Rennen
Die ersten sechs Fahrer jedes Rennens bekamen 10, 6, 4, 3, 2 bzw. 1 Punkt(e).

### Fahrerwertung
| Pos. | Fahrer                | Konstrukteur      | Punkte |
| ---- | --------------------- | ----------------- | ------ |
| 01   | Michael Schumacher    | Benetton-Ford     | 40     |
| 02   | Gerhard Berger        | Ferrari           | 10     |
| 03   | Damon Hill            | Williams-Renault  | 7      |
| 04   | Rubens Barrichello    | Jordan-Hart       | 7      |
| 05   | Martin Brundle        | McLaren-Peugeot   | 6      |
| 06   | Nicola Larini         | Ferrari           | 6      |
| 07   | Jean Alesi            | Ferrari           | 6      |
| 08   | Mika Häkkinen         | McLaren-Peugeot   | 4      |
| 09   | Karl Wendlinger       | Sauber-Mercedes   | 4      |
| 10   | Ukyō Katayama         | Tyrrell-Yamaha    | 4      |
| 11   | Christian Fittipaldi  | Footwork-Ford     | 3      |
| 12   | Andrea de Cesaris     | Jordan-Hart       | 3      |
| 13   | Heinz-Harald Frentzen | Sauber-Mercedes   | 2      |
| 14   | Érik Comas            | Larrousse-Ford    | 1      |
| 15   | Michele Alboreto      | Minardi-Ford      | 1      |
| 16   | Johnny Herbert        | Lotus-Mugen-Honda | 0      |

| Pos. | Fahrer              | Konstrukteur      | Punkte |
| ---- | ------------------- | ----------------- | ------ |
| 17   | JJ Lehto            | Benetton-Ford     | 0      |
| 18   | Pedro Lamy          | Lotus-Mugen-Honda | 0      |
| 19   | Pierluigi Martini   | Minardi-Ford      | 0      |
| 20   | Olivier Beretta     | Larrousse-Ford    | 0      |
| 21   | Olivier Panis       | Ligier-Renault    | 0      |
| 22   | Mark Blundell       | Tyrrell-Yamaha    | 0      |
| 23   | Éric Bernard        | Ligier-Renault    | 0      |
| 24   | Roland Ratzenberger | Simtek-Ford       | 0      |
| 25   | David Brabham       | Simtek-Ford       | 0      |
| –    | Gianni Morbidelli   | Footwork-Ford     | 0      |
| –    | Ayrton Senna        | Williams-Renault  | 0      |
| –    | Jos Verstappen      | Benetton-Ford     | 0      |
| –    | Bertrand Gachot     | Pacific-Ilmor     | 0      |
| –    | Eddie Irvine        | Jordan-Hart       | 0      |
| –    | Paul Belmondo       | Pacific-Ilmor     | 0      |
| –    | Aguri Suzuki        | Jordan-Hart       | 0      |

### Konstrukteurswertung
| Pos. | Konstrukteur     | Punkte |
| ---- | ---------------- | ------ |
| 01   | Benetton-Ford    | 40     |
| 02   | Ferrari          | 22     |
| 03   | Jordan-Hart      | 10     |
| 04   | McLaren-Peugeot  | 10     |
| 05   | Williams-Renault | 7      |
| 06   | Sauber-Mercedes  | 6      |
| 07   | Tyrrell-Yamaha   | 4      |

| Pos. | Konstrukteur      | Punkte |
| ---- | ----------------- | ------ |
| 08   | Footwork-Ford     | 3      |
| 09   | Larrousse-Ford    | 1      |
| 10   | Minardi-Ford      | 1      |
| 11   | Lotus-Mugen-Honda | 0      |
| 12   | Ligier-Renault    | 0      |
| 13   | Simtek-Ford       | 0      |
| –    | Pacific-Ilmor     | 0      |